# David Baramidze
David Baramidze (nascut el 27 de setembre de 1988 a Tbilisi, Geòrgia) és un jugador d'escacs alemany d'origen georgià, que té el títol de Gran Mestre des de 2004.
A la llista d'Elo de la FIDE del desembre de 2021, hi tenia un Elo de 2601 punts, cosa que en feia el jugador número 10 (en actiu) d'Alemanya. El seu màxim Elo va ser de 2619 punts, a la llista de maig de 2014 (posició 185 al rànquing mundial).

## Biografia
La seva família va emigrar a Alemanya el 1998, i ell va obtenir la nacionalitat alemanya l'any 2000. Va obtenir el títol de Mestre Internacional el 2002, i el de GM el 2004, essent l'alemany més jove en assolir-lo, amb 16 anys.

## Resultats destacats en competició
El 2004, acabà 2n al Campionat del món Sub-16 a Heraklio (el campió fou Maxim Rodshtein). Va representar Alemanya a la XXXVIII Olimpíada d'escacs de Dresden 2008.
El 2011 empatà al 2n-3r lloc amb Arik Braun al 15è obert internacional Neckar (el campió fou Arkadij Naiditsch).
El setembre del 2014 empatà al segon lloc amb Daniel Fridman al 2n Grenke Chess Classic amb 4 punts de 7, un punt menys que el campió, Arkadij Naiditsch.